# Peter Driscoll
Peter John Driscoll (né le 27 octobre 1954 à Powassan, Ontario, au Canada) est un ancien joueur professionnel canadien de hockey sur glace.

## Carrière de joueur
Comme plusieurs joueurs de son époque, il fut sélectionné aux repêchages de l'Association mondiale de hockey et à celui de la Ligue nationale de hockey. Il opta pour l'AMH, se joignant ainsi aux Blazers de Vancouver. Il n'y joua qu'une saison, le club étant transféré dans la ville de Calgary, devant les Cowboys. Après deux saisons à Calgary, il dut se chercher un autre club car les dirigeants des Cowboys mirent un terme à la franchise.
Il signa donc en mai 1977 une entente avec les Nordiques de Québec avec lesquels il joua jusqu'en décembre, étant échangé aux Racers d'Indianapolis. Il y terminera la saison et commencera la suivante avec ce club avant d'être impliqué à nouveau dans un échange. Il fut impliqué dans un échange majeur, il s'en alla jouer avec les Oilers d'Edmonton avec Wayne Gretzky et le gardien Eddie Mio. Ces trois joueurs furent échangés aux Oilers en retour de 700 000 $ et des considérations futures.
Lors de l'adhésion des Oilers à la LNH, il continua à évoluer dans l'organisation, mais la plupart du temps avec le club-école. Il prit sa retraite au terme de la saison 1981-82.

## Statistiques
Pour les significations des abréviations, voir Statistiques du hockey sur glace.
| 1973-1974  | Canadians de Kingston | AHO        | 54  | 13 | 21  | 34  | 216 | -  | - | -  | -  | -  |
| 1974-1975  | Oilers de Tulsa       | LCH        | 56  | 9  | 10  | 19  | 183 | -  | - | -  | -  | -  |
| 1974-1975  | Blazers de Vancouver  | AMH        | 21  | 3  | 2   | 5   | 40  | -  | - | -  | -  | -  |
| 1975-1976  | Cowboys de Calgary    | AMH        | 75  | 16 | 18  | 34  | 127 | 10 | 2 | 5  | 7  | 41 |
| 1976-1977  | Cowboys de Calgary    | AMH        | 76  | 23 | 29  | 52  | 120 | -  | - | -  | -  | -  |
| 1977-1978  | Nordiques de Québec   | AMH        | 21  | 3  | 7   | 10  | 28  | -  | - | -  | -  | -  |
| 1977-1978  | Racers d'Indianapolis | AMH        | 56  | 25 | 21  | 46  | 130 | -  | - | -  | -  | -  |
| 1978-1979  | Racers d'Indianapolis | AMH        | 8   | 3  | 1   | 4   | 17  | -  | - | -  | -  | -  |
| 1978-1979  | Oilers d'Edmonton     | AMH        | 69  | 17 | 23  | 40  | 115 | 13 | 1 | 6  | 7  | 8  |
| 1979-1980  | Apollos de Houston    | LCH        | 8   | 7  | 4   | 11  | 16  | -  | - | -  | -  | -  |
| 1979-1980  | Oilers d'Edmonton     | LNH        | 39  | 1  | 5   | 6   | 54  | 3  | 0 | 0  | 0  | 0  |
| 1980-1981  | Wind de Wichita       | LCH        | 34  | 11 | 14  | 25  | 75  | -  | - | -  | -  | -  |
| 1980-1981  | Oilers d'Edmonton     | LNH        | 21  | 2  | 3   | 5   | 43  | -  | - | -  | -  | -  |
| 1981-1982  | Wind de Wichita       | LCH        | 75  | 25 | 29  | 54  | 229 | -  | - | -  | -  | -  |
| Totaux AMH | Totaux AMH            | Totaux AMH | 326 | 90 | 101 | 191 | 577 | 23 | 3 | 11 | 14 | 49 |
| Totaux LNH | Totaux LNH            | Totaux LNH | 60  | 3  | 8   | 11  | 97  | 3  | 0 | 0  | 0  | 0  |

## Transactions en carrière
- 31 mai 1977 : signe un contrat comme agent-libre avec les Nordiques de Québec.
- Décembre 1977 : échangé aux Racers d'Indianapolis par les Nordiques de Québec en retour d'une somme d'argent.
- 2 novembre 1978 : échangé aux Oilers d'Edmonton par les Racers d'Indianapolis avec Wayne Gretzky et Eddie Mio en retour de 700 000 $ et des considérations futures.